# Марко Иванов – Ванко
Марко Иванов Марков (Ванко) е деец на БКП.

## Биография
Марко Иванов е роден на 25 декември 1904 г. в село Панчарево, Софийско. Той е третото дете в семейството на Иван Марков и Донка Тонкова. Подгонени от немотията родителите му напускат Ловеч. Установяват се в София, а по-късно в село Панчарево. След време отново се връщат в родния си град Ловеч. Бащата е общ работник, а майката слугиня в богаташките къщи и санитарка в Ловешката държавна болница. В Ловеч семейството се увеличава с още две деца. Не след дълго Иван Марков почива и оставя децата сираци.
Марко Иванов завършва трети прогимназиален клас в Мъжко класно училище „Йосиф I“. Житейският му път започва като обущарски работник на 13 годинишна възраст. Помага на майка си в издръжката на многолюдното семейство. Невръстният чирак се сблъсква с тежката участ на работническата класа. Общителен и любознателен бързо се сближава с работниците. Участва в младежките марксически кръжоци в Ловеч. Марко Иванов е един от основателите на комсомолското дружество „Карл Либкнехт“ в Ловеч през 1919 г. Активен член на кожаро-обущарския синдикат.

След Деветоюнският преврат (1923) участва в подготовката на Септемврийското въстание в града. Става член на БКП. По време на Априлските събития в България (1925) е арестуван и инквизиран. Със своето държание спечелва симпатиите на другите арестувани между които Цачо Сяров, Стоян Стаев и Цочо Драгански. От 1929 г. е секретар на Околийския комитет на БКП (Ловеч), а от 1932 г. е член, а по-късно и секретар на Окръжния комитет на БКП (Плевен). През 1933 г. отново е арестуван заедно с Коста Шипков и Христо Мичев за издигане на трибуна в парка „Баш Бунар“ в защита на подсъдимия по Лайпцигския процес Георги Димитров. Осъден е в процеса на „93-мата габровски комунисти“ на 12 години строг тъмничен затвор по ЗЗД.
През 1936 г. след амнистия по решение на ЦК на БРП (к) заедно 14 комунисти отплава с лодка и емигрирара в СССР. Поради лошото здравословно състояние не е допуснат да отиде като доброволец в Испанската гражданска война. Живее в Москва. Тук се образова, лекува и работи в обувния завод „Парижка комуна“. Преминава военно обучение и командирски курсове. На 22 март 1944 г. в състава на група българи-емигранти лети към България за участие в партизанското движение в България. Над Карпатите в Румъния самолетът им катастрофира и всички загиват. 
Има син Никола Марков Иванов и внук Валентин Николов Марков, бивш футболист в "Кърпачев"- Лч.  След 9 септември 1944 г. неговото име носят основно училище и квартал  в гр Ловеч.